# Rudolf Winter (Politiker)
Rudolf Winter (* 13. Dezember 1893 in Dresden; † 16. Juli 1965 in Hannover) war ein deutscher Ingenieur und Politiker (SPD).

## Leben
Nach dem Abitur 1912 lebte er bis 1914 in den USA. Von 1914 bis 1918 war er Kriegsteilnehmer. Anschließend absolvierte er bis 1922 ein Studium an den Technischen Hochschulen in Dresden und Berlin, das er mit der Prüfung zum Diplom-Ingenieur beendete. Danach war er In der Maschinenindustrie und als selbständiger Konstrukteur tätig.
Nach dem Zweiten Weltkrieg siedelte er als Heimatvertriebener nach Westdeutschland über und zog nach Niedersachsen. Ab 1946 war er als Flüchtlingsbetreuer tätig und wurde 1949 Vertreter des Landes Niedersachsen im Ständigen Beirat beim Hauptamt für Soforthilfe (HfS) in Bad Homburg. Außerdem zählte er zu den Gründern des Zentralverbandes vertriebener Deutscher (ZvD). Winter, der sich der SPD angeschlossen hatte. 
Winter war Mitglied des Kreistages des Landkreises Peine und von 1946 bis zu seinem Tode Mitglied des Niedersächsischen Landtages. Vorsitzender des Unterausschusses Strafvollzug des Landtagsausschusses für Rechts- und Verfassungsfragen war er vom 9. November 1956 bis zum 20. März 1964.